# Bedagung (Panekan)
Bedagung is een bestuurslaag in het regentschap Magetan van de provincie Oost-Java, Indonesië. Bedagung telt 1993 inwoners (volkstelling 2010).